# Memoria collettiva
La memoria collettiva è «il ricordo, o l'insieme dei ricordi, più o meno conosciuti, di un'esperienza vissuta o mitizzata da una collettività vivente della cui identità fa parte integrante il sentimento del passato», secondo la definizione dello storico Pierre Nora.

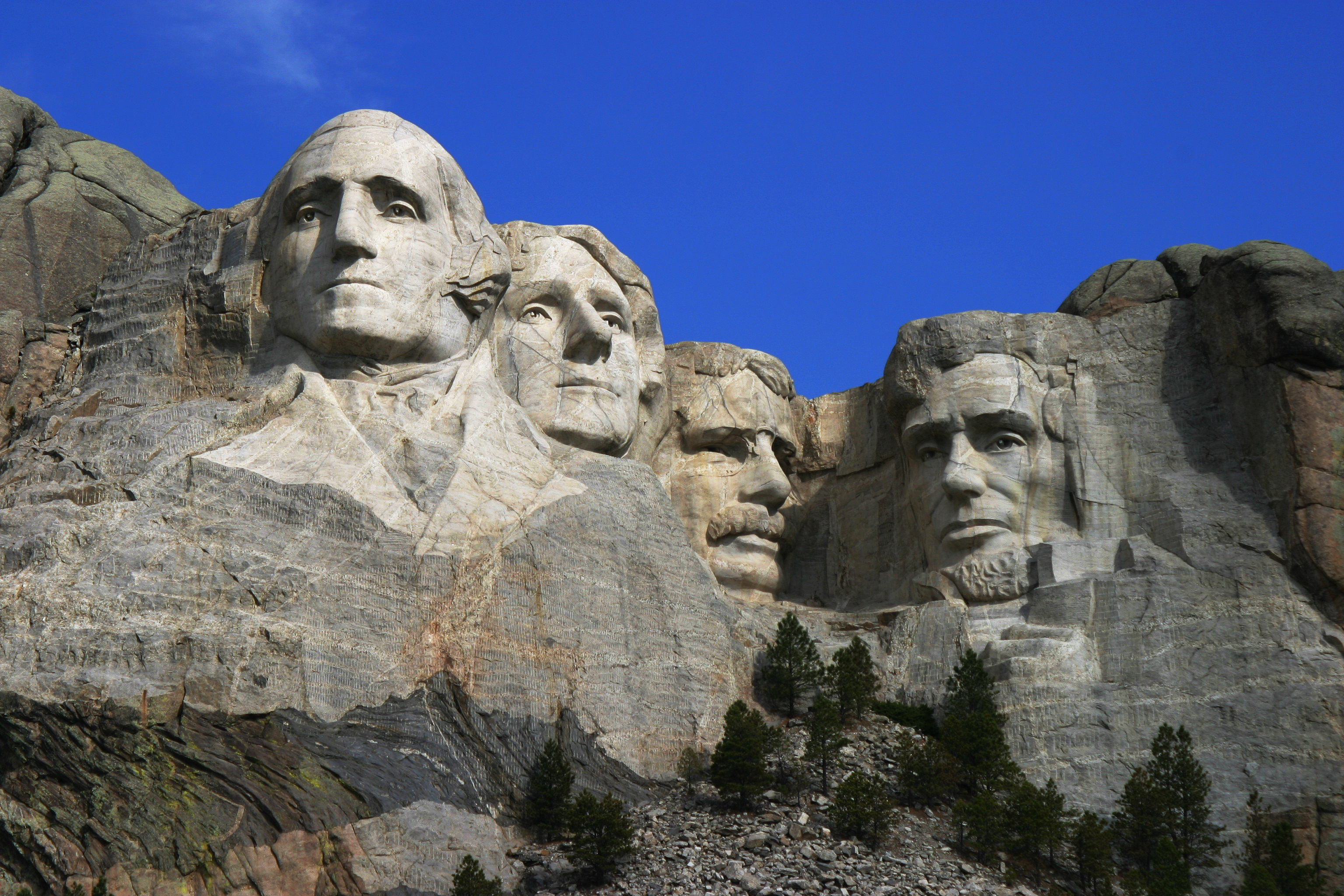
Monumento nazionale di Monte Rushmore che rievoca i padri della patria americani.

## Nel dibattito sociologico
Il termine «memoria collettiva» fu coniato negli anni venti del Novecento  da Maurice Halbwachs in estensione e contrapposizione al concetto di memoria individuale. La memoria collettiva è sia esterna sia interna all'individuo in quanto condivisa, trasmessa e anche costruita dal gruppo o dalla società.
Il dibattito recente nell'ambito della storiografia e dell'antropologia sociale è stato sollevato dall'egittologo Jan Assmann nel suo testo del 1992 La memoria culturale.

## Nel dibattito storiografico

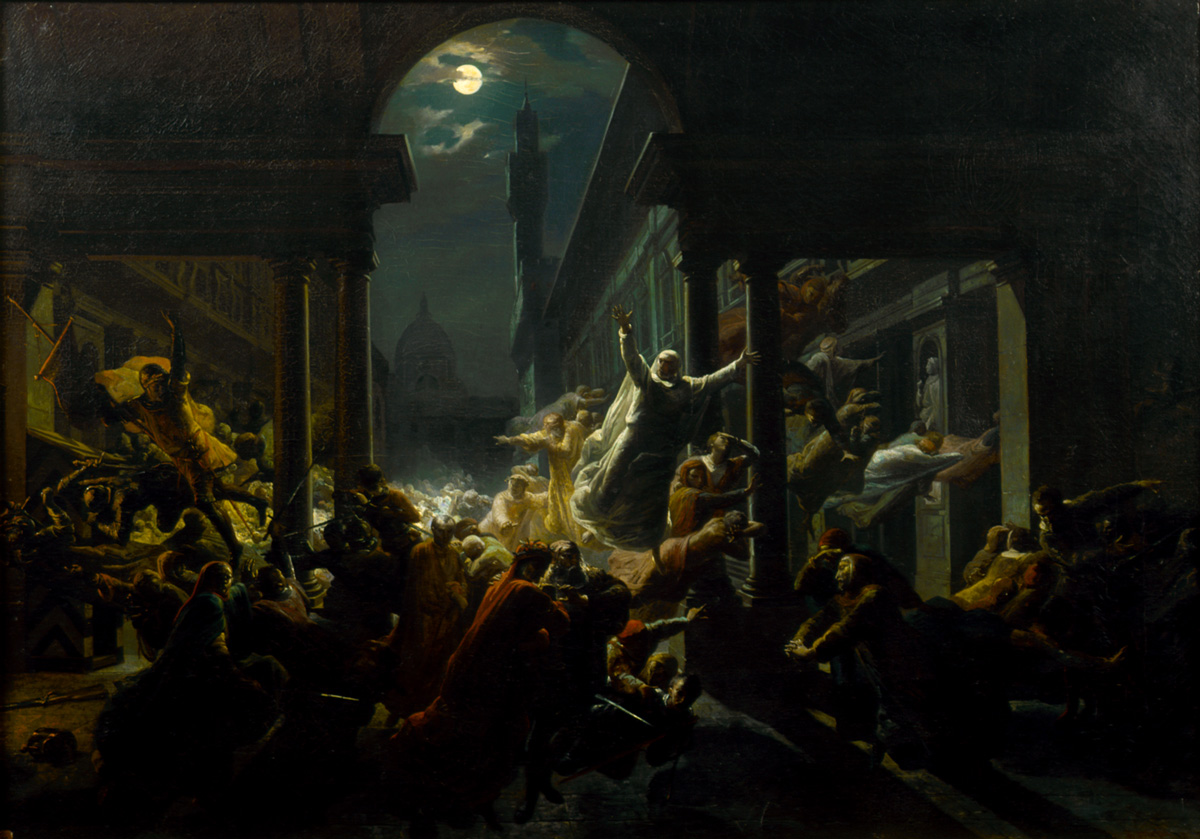
Le ombre dei grandi uomini fiorentini protestano contro il dominio straniero, dipinto di Eugenio Agneni che evoca in forma onirica i grandi geni universali di Firenze, come Dante, Petrarca, Boccaccio, Leonardo, Michelangelo, Savonarola, Machiavelli, il cui spirito torna a ridestare il sentimento patriottico sopito.

Una famosa Historikerstreit, nel 1986, fu provocata da Ernst Nolte sulla Frankfurter Allgemeine Zeitung, quando sostenne che un “passato che non vuole passare” è un'anomalia nella memoria collettiva: il normale passare del passato non va inteso come scomparsa, perché "nei libri di storia si continua a discutere dell’età napoleonica o della classicità augustea; ma questi passati hanno perso, ovviamente, l’urgenza che avevano per i contemporanei, e proprio per questo possono essere affidati agli storici".
Al contrario, il passato che non soggiace a questo processo di dissoluzione e di indebolimento ancora "pende sul presente come una mannaia": Nolte ascrive questa caratteristica agli eventi degli anni Trenta che hanno prodotto la Seconda guerra mondiale, ma questo limite della memoria collettiva in altri casi è stato applicato anche ad altri aspetti dell'Olocausto.

### Memoria identitaria
Con significato positivo la memoria collettiva è posta invece a fondamento delle identità nazionali oltre che religiose. Secondo il professor Carlo Socco, «la memoria collettiva accompagna il flusso del vissuto con la sua continua interpretazione narrativa, che poi non è altro che quell'incessante reinterpretazione del suo senso. Se il flusso del vissuto non fosse accompagnato dal continuo lavorio della memoria, individuale e collettiva, [...] non sapremmo più chi siamo e cosa ci stiamo a fare. Il teatro della quotidianità è inscindibile dalla narrazione della nostra esistenza e il senso, che esso autonomamente esprime, finisce per essere parte di ciò che accettiamo di essere e di ciò che aspiriamo ad essere».
Tra gli esempi in campo religioso, si rileva come numerosi passi della Bibbia mirassero a tutelare e rinforzare il senso della memoria collettiva degli israeliti.
Anche presso gli antichi Greci vigeva una sorta di istituzionalizzazione della memoria, che veniva affidata alla figura del Mnemone. Nella tradizione indiana ed esoterica si fa invece riferimento ai registri dell'akasha come ad una sorta di contenitore universale di tutte le memorie individuali e collettive.